# Rotimi Fani-Kayode
Rotimi Fani-Kayode (né Oluwarotimi Adebiyi Wahab Fani-Kayode, Lagos, 1955 - 21 décembre 1989) est un photographe britannique d'origine nigériane.

## Biographie
Né au Nigeria dans une famille Yoruba, il suit ses parents réfugiés politiques en Grande-Bretagne. Il part ensuite aux États-Unis pour faire ses études à l'université de Georgetown et au Pratt Institute.
Il revient en Grande-Bretagne. Travaillant avec son compagnon Alex Hirst, il se fait connaître par ses photographies esthétisantes et recherchées, souvent érotiques, de nus masculins. En 1988, il fait partie de premiers membres de l'Association of Black Photographers.
Il meurt des suites du sida en 1989.

## Ouvrages
- Black Male/White Male, Londres, 1988.
- Jean-Loup Pivin et Pascal Martin Saint-Léon (dir.), Anthologie de la création contemporaine d'Afrique noire et de sa diaspora, art et littérature : Ousmane Sow, Sokari Douglas Camp, Rotimi Fani-Kayode, Mickaël Bethe-Sélassié, Ouattara[Lequel ?], Paris, Revue Noire-Bleu Outremer, 1993.
- Rotimi Fani-Kayode & Alex Hirst, Revue noire, 1996.
- Fani-Kayode, Rotimi, "Traces of Ecstasy", Reading the Contemporary: African Art from Theory to the Marketplace, Londres, Institute of International Visual Arts, Cambridge, Mass., MIT Press, 1999.